# Stacks (blockchain)
Stacks est une plateforme open-source permettant de réaliser des contrats intelligents, de la DeFi, des NFT et des applications sur la blockchain de Bitcoin. La blockchain Stacks est une couche pour Bitcoin similaire au Lightning Network. Le jeton natif de Stacks est le STX.
Le STX est l'un des premiers jetons numérique approuvée par la Securities and Exchange Commission.

## Description
Les préoccupations concernant la confidentialité sur Internet, la sécurité et les violations de données ont attiré l'attention sur le projet Stacks. Les développeurs de logiciels utilisent le logiciel Stacks pour construire des alternatives décentralisées aux services populaires,,.
L'objectif de Stacks est de permettre à Bitcoin d'aller au-delà d'un simple moyen de paiement pour devenir une plateforme pour les applications décentralisées du Web3.
Le jeton Stacks (STX) est la crypto-monnaie native de la blockchain Stacks. Il est utilisé comme frais de gaz pour l'exécution de contrats intelligents et le traitement des transactions. Le revenue de Stacks est mesuré en additionnant le total des frais de transactions, il est distribué aux mineurs à travers le mécanisme PoX.
Selon le think tank Messari.io, avec sa compatibilité approfondie avec Bitcoin et ses fonctionnalités accrues, Stacks est idéalement positionnée pour répondre à la demande de programmabilité du Bitcoin, qui ne provient pas seulement des « Ordinals » mais aussi de la finance traditionnelle.

## Histoire
En 2013, le projet Blockstacks est initié par Ryan Shea et Muneeb Ali, un chercheur en informatique à l'université de Princeton. Blockstacks fonctionne à ses débuts sur la blockchain Bitcoin.
En 2017, Muneeb Ali soutien sa thèse sur la construction de Blockstack à l'université de Princeton.
En décembre 2017, la startup Blockstack PBC, basée à New-York, déclare avoir levé $52.8 million au cours de son ICO. Les VC ayant participé à l'ICO comptent parmi eux Union Square Ventures, Foundation Capital, Lux Capital, Winklevoss Capital, Blockchain Capital, Digital Currency Group, Kevin Rose, Michael Arrington, et Qasar Younis.
En 2019, STX devient la première offre de jetons approuvée par la SEC,. Le jeton numérique STX peut ainsi être échangé légalement aux États-Unis.
Début 2021, le réseau principal Stacks est lancé.
Blockstack deviendra la « Stacks Foundation » avant d'être divisée en  Stacks », l'organisation de gouvernance de la blockchain, et « Hiro », le fournisseur d'API à destination des développeurs.
En 2022, Muneeb Ali lève 150 millions de dollars pour sa nouvelle société Trust Machines qu'il fonde avec un autre professeur de Princeton JP Singh. Cette société vise à développer la finance décentralisée (DeFi), les organisations autonomes décentralisées (DAO) et les NFT sur Stacks. Des investisseurs comme Breyer Capital et Digital Currency Group participent à ce tour de table.
Début 2022, soit un an après son lancement, le « mainnet » compte 2500 contrats intelligents déployés et 50 000 portefeuilles.
Le jeton STX connait une croissance de 316% début 2023 liées à l'engouement autour des « Bitcoin Ordinals ». Il s'agit de textes, de vidéos ou d'images inscrits sur la blockchain Bitcoin sous forme de « satoshis », plus petite unité du Bitcoin. Ils sont similaires à des NFT. Avant le protocole Ordinal, il n'était pas possible de créer des NFT sur Bitcoin. Cet engouement a poussé les développeurs à proposer des outils pour créer facilement des Ordinals, comme la plateforme Gamma basée sur Stacks. Le volume d'échanges sur Gamma a ainsi été multiplié par 10 au début de l'année 2023,.
Fin 2023, une interview du capital-risqueur Tim Draper déclenche une hausse du coin de 28%.